# وادي ام طرفة
وادي أم طرفة (بالعبرية: נחל אשלים) يقع في منطقة النقب في فلسطين.
يبدأ وادي أم طرفة من منطقة بادية الخليل، في الماضي كان يصب قرب احواض الملح جنوبي البحر الميت، اما اليوم فهو يتحوّل إلى قناة تصرفه جنوبا إلى منطقة وادي إدمون وملح سدوم. يبلغ طول الوادي حوالي 20 كيلومتر ويبلغ ارتفاعه 484 متر فوق سطح البحر الابيض المتوسط ويسير بالتوازي مع وادي آخر يُسمى وادي أُحَيْمِر كما يحتوي الوادي على الكثير من الصخور القديمة من العصر التوروني والسنوماني.

## مسار المشي
يحتوي الوادي على جزء من مسار مشي طويل في المنطقة، يبلغ طول المسار داخل الوادي 5 كيلومترات تقريبا ويُشار اليه بعلامات زرقاء تُرسم على صخور الوادي. باقي المسار يتصل مع أودية أُخرى قريبة.

## تلوّث الوادي
في عام 2017م تدفقت الى الوادي نفايات تحتوي على مخلفات الجبس الحمضية التي تسربت من محطة "روتم أمبريت" القريبة من الوادي عن طريق الصرف الصحي. تُشير التقارير الى ان كمية مياه الصرف الصحي التي تدفقت الى الوادي بلغت 100 الف متر مكعب على طول 20 كيلومتر مما ادى الى تلوّث كبير في الوادي ونفوق عدد كبير من الكائنات الحية بما فيها ثلث اعداد الوعول (جمع وعل) في المنطقة.

أغلق الوادي امام الزوار لمدة 3 اعوام خوفًا من التسمم حتى أُعيد فتحه عام 2020م بعد التأكد من عدم وجود خطر على الزوار جراء التلوّث الذي حصل. لكن هناك دراسات تُظهر ان التلوّث ستبقى له آثار سلبية كبيرة على تربة الوادي مما يعيق اعادة انبات بذور ونباتات معينة لمدة عقود قادمة.
في ذلك الوقت جرت عدة مظاهرات ضد شركة الكيماويات التي تسببت في التلوّث وفُتح تحقيق جنائي بحقها من قبل وزارة حماية البيئة الإسرائيلية.

## المراجع

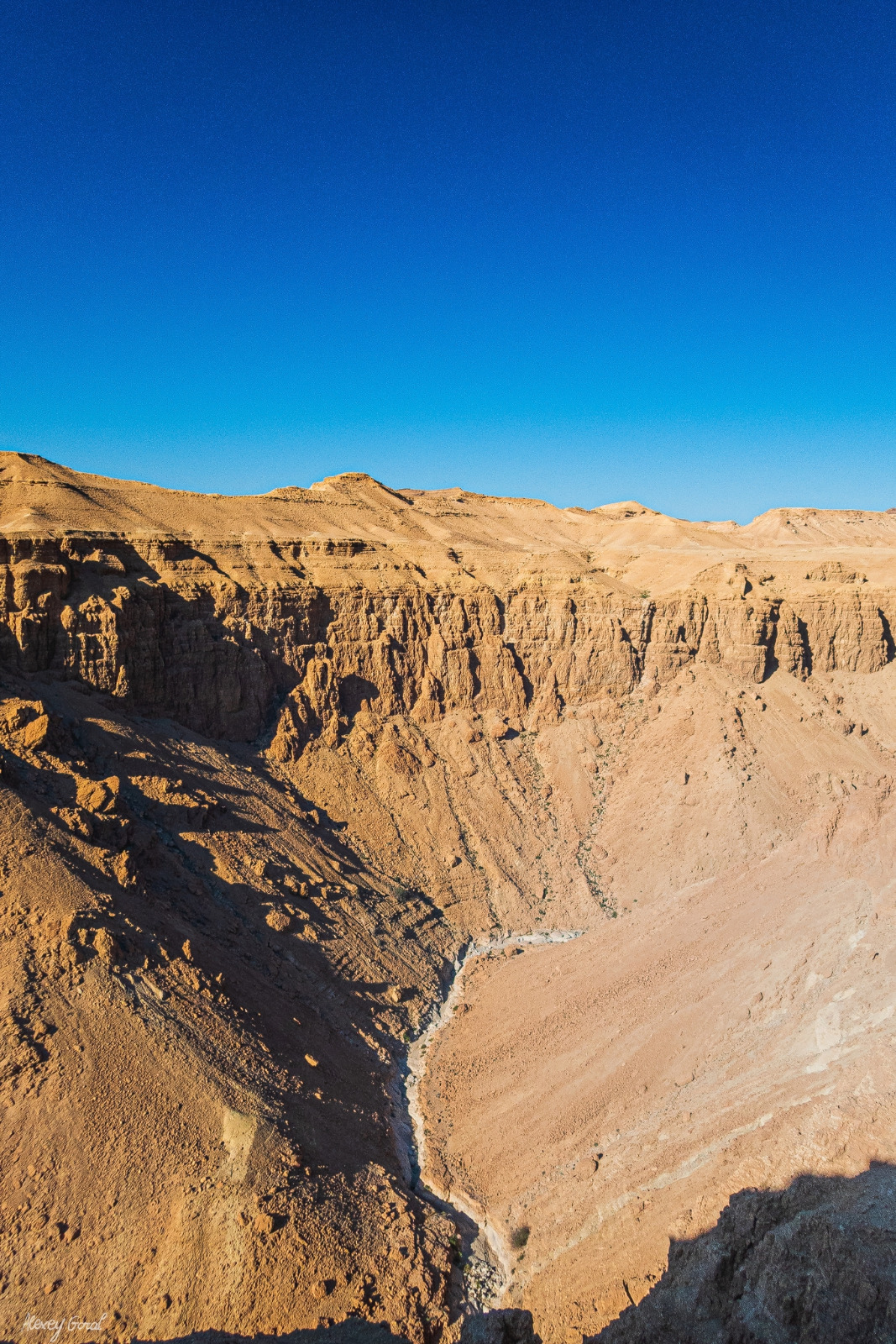

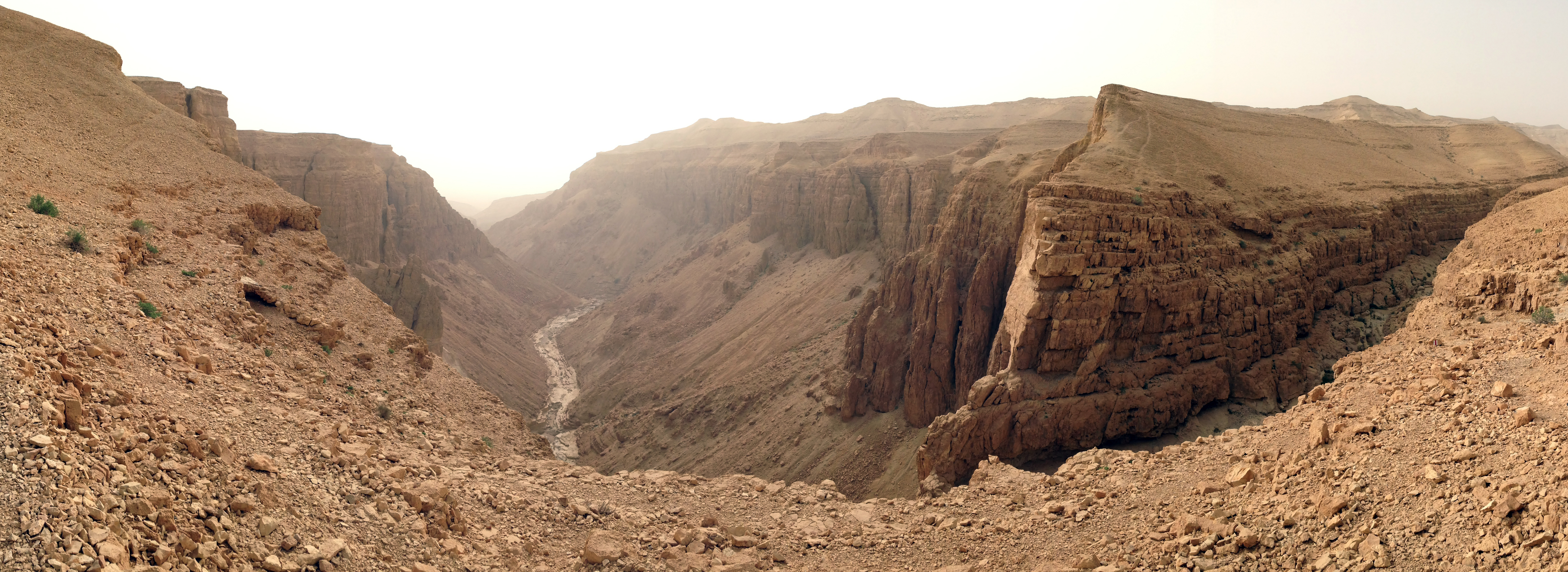
وادي ام طرفة